# Jovanka Houska

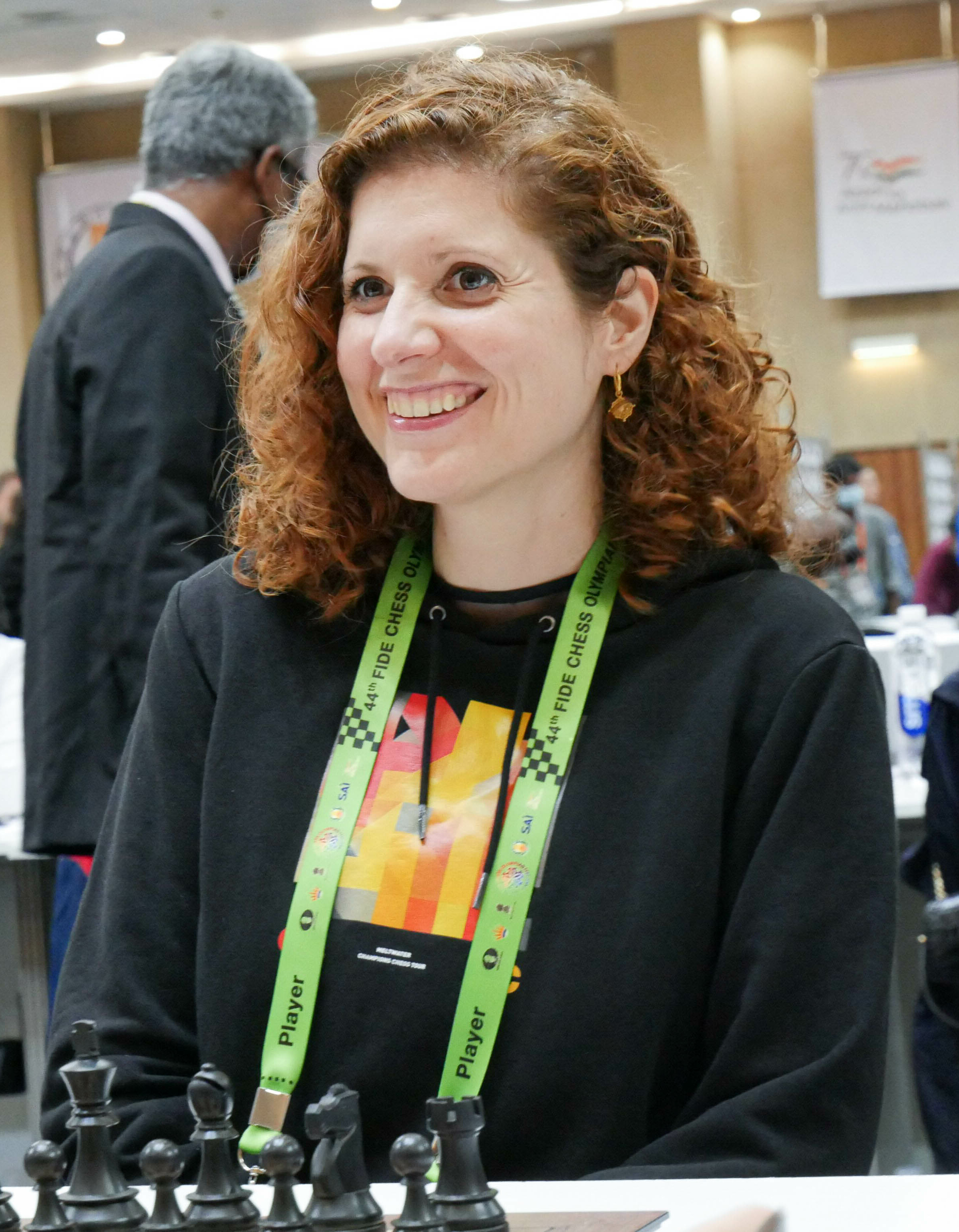
Jovanka Houska in 2022

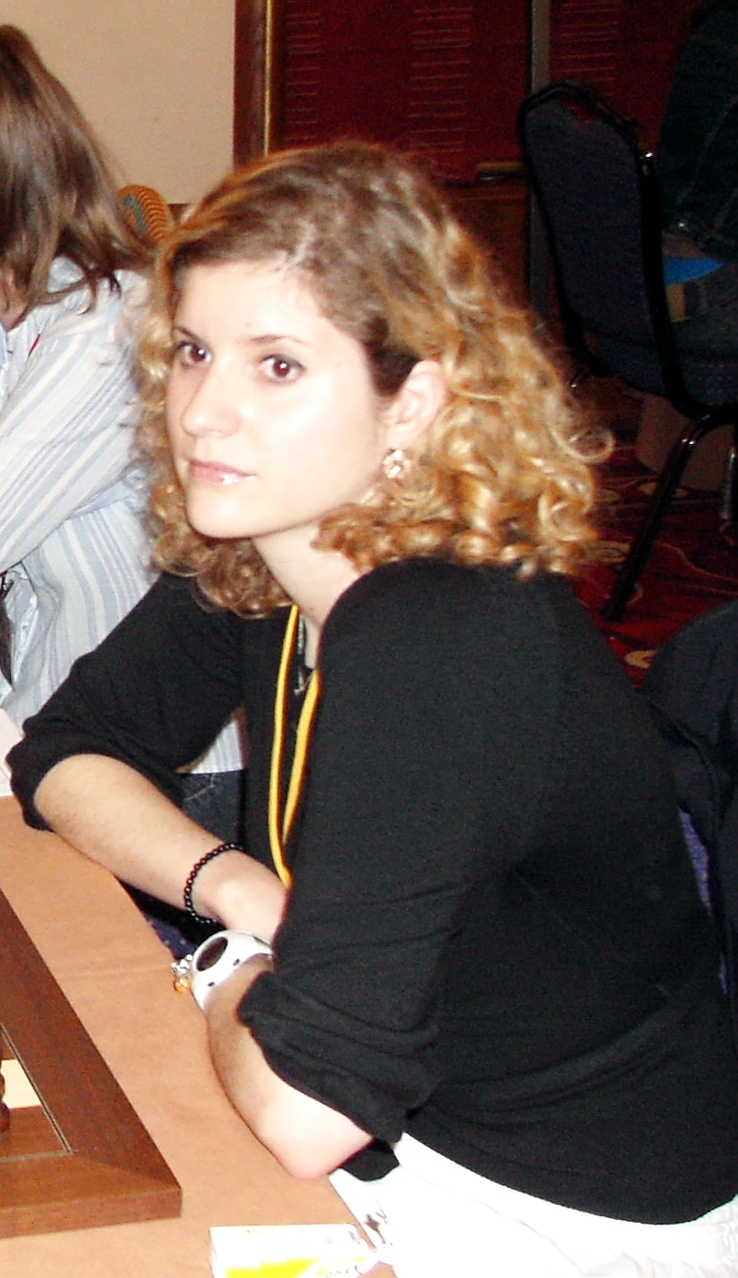
Jovanka Houska in 2007

Jovanka Houska (10 juni 1980) is een Britse schaakster. Zij is sinds 2000 Grootmeester bij de vrouwen (WGM) en sinds 2005 een Internationaal Meester (IM). Ze was negen keer vrouwenkampioen van Groot-Brittannië. 

## Familie
Ze werd geboren in Zuid-Londen, haar achternaam komt van haar grootvader die Tsjechische voorvaderen had. Haar voornaam is Slavisch en werd gekozen als tegenhanger van haar achternaam. In de Houska-familie is schaken een populaire sport, en ze dankt veel aan de rivaliteit die ze als kind had met haar oudere broer Miroslav, zelf een Internationaal Meester, hoewel inmiddels niet meer actief. Ze is afgestudeerd in rechten.  

## Resultaten
- In 1988 nam ze in Timișoara deel aan het Wereldkampioenschap schaken voor jeugd in de categorie meisjes tot 10 jaar, waar ze eindigde als vijfde.
- In 1989 nam ze opnieuw deel aan het jeugd-WK, in Aguadilla en ook in 1990 in Fond du Lac, waar ze de bronzen medaille won.
- In 1998 behaalde ze in Jerevan de bronzen medaille bij het Europees schaakkampioenschap voor junioren in de categorie meisjes tot 20 jaar.
- In 1998 kreeg ze de titel Internationaal Meester bij de vrouwen (WIM), na in iets meer dan een maand de drie hiervoor benodigde normen te hebben behaald.
- In 1999 behaalde ze haar eerste WGM-norm op de open Britse schaakkampioenschappen.
- In 2000 won Houska in Avilés bij de meisjes het Europees schaakkampioenschap voor junioren, voor Viktorija Čmilytė.[3][4] Dit leverde ook de laatste nog benodigde norm op voor het aanvragen van de WGM-titel.
- In 2001 won ze het vrouwen-schaakkampioenschap van de Commonwealth. Dit werd gehouden in Londen, samen met de Denksport-Olympiade. Bij dit kampioenschap won ze van GM Dibyendu Barua en behaalde haar eerste IM-norm.
- In augustus 2005 werd in de City of London het Howard Staunton herdenkingstoernooi door Jon Levitt gewonnen met 6 pt. uit 10. Jovanka eindigde met 3.5 punt op de zesde plaats.

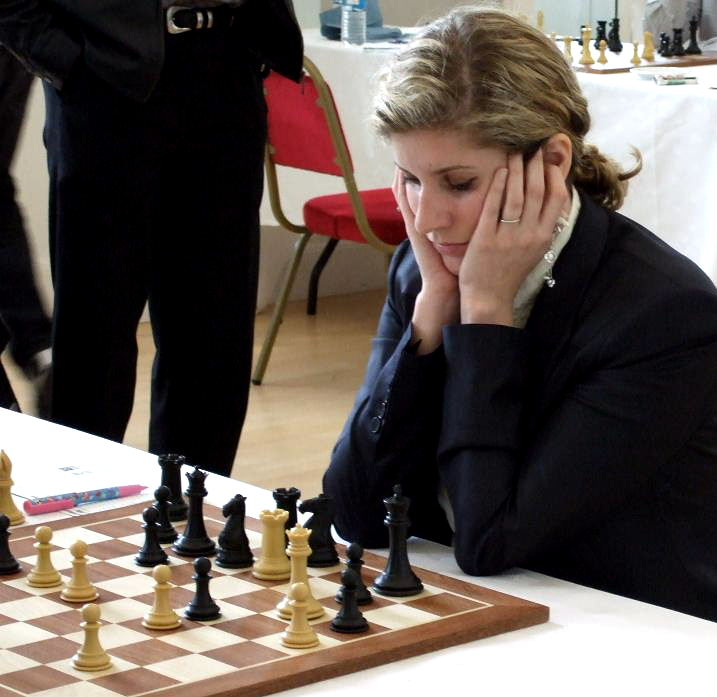
IM Houska bij het EK in Liverpool, 2008

- In 2005 behaalde ze, als derde Britse vrouw, de titel Internationaal Meester (IM).
- In 2006 werd ze via een stemming in de Engelse schaakfederatie gekozen tot Speler van het Jaar in 2006, als eerste vrouw die deze uitverkiezing won sinds dit eerbetoon werd ingesteld in 1984.
- Op het Hastings-toernooi 2006–7 en op het Gibraltar-toernooi in 2007 was ze de hoogst eindigende vrouw.
- In 2007 nam ze deel aan de eerste MonRoi Grand Prix voor vrouwen, en eindigde als tweede achter Pia Cramling. Op het sterk bezette vijfde Howard Staunton Memorial toernooi, gehouden in het Londense restaurant Simpson's-in-the-Strand eindigde ze als laatste.
- In 2008 werd ze in Liverpool voor de eerste keer Brits en Engels kampioen bij de vrouwen, ze behaalde een vol punt meer dan haar grootste rivaal Susan Lalic en een half punt meer dan de grootmeesters Glenn Flear en Stewart Haslinger. Op het Open EU Schaakkampioenschap, eveneens in Liverpool, ontving ze gedeeld met Ketevan Arakhamia-Grant en Yelena Dembo de prijs voor de beste performance van een vrouwelijke deelnemer.
- Houska verdedigde met succes haar Britse kampioenstitel in 2009, 2010, 2011 en 2012.
- Per juli 2010 was haar Elo-rating 2433 waarmee ze op de ranglijst de tweede Engelse speelster was (achter Harriet Hunt) en nummer 51 op de wereldlijst van actieve speelsters.
- Ze werd opnieuw Brits kampioen in 2016, 2017, 2018 en 2019.

## Resultaten in schaakteams
Ze nam deel aan alle Schaakolympiades tussen 1998 en 2008. De eerste keer was ze reserve, de overige keren speelde ze aan de hogere borden en scoorde ze consistent hoger dan 50%. Bij de 36e Schaakolympiade in Calvià in 2004 eindigde het Engelse vrouwenteam op de achtste plaats. 
Vanaf 1999 nam ze ook steeds deel aan het Europees schaakkampioenschap voor landenteams. In 2001 won daarbij het team in León (Spanje) de bronzen medaille.
In de Duitse bondscompetitie speelde ze voor SK Hofheim, in Frankrijk voor Deauville, en in de Britse 4NCL voor Wood Green.

## Schrijfster
Als auteur van publicaties over schaken verzorgde ze reportages over toernooien, in periodieken zoals Chess magazine. Houska bracht haar eerste boek over een schaakopening uit in 2007, geschreven voor Everyman Chess. Het bevat een behandeling van de Caro–Kann verdediging. 
In 2009 kwam ze met een tweede boek, handelend over de Scandinavische verdediging. In 2010 schreef ze in samenwerking met de Engelse meesters John Emms en Richard Palliser het boek Dangerous Weapons: The Caro-Kann. 

## Persoonlijk
Op 14 maart 2009 trouwde Houska in de Ice Chapel in Alta met de Noorse schaker Arne Hagesaether.

## Boeken
- Jovanka Houska - Play the Caro-Kann – A Complete Chess Opening Repertoire Against 1 e4. Everyman Chess, London (2007). ISBN 978-1-85744-434-6.
- Jovanka Houska - Starting Out: The Scandinavian. Everyman Chess, London (2009). ISBN 978-1-85744-582-4.
- John Emms, Richard Palliser, Jovanka Houska - Dangerous Weapons: The Caro-Kann – Dazzle Your Opponents!. Everyman Chess, London (2010). ISBN 978-1-85744-635-7.
- Jovanka Houska - Opening Repertoire. The Caro-Kann. Everyman Chess, London (2015). ISBN 9781781942109.
- Jovanka Houska, James Essinger - The Mating Game. The Conrad Press, Canterbury (2016). ISBN 978-1911546108.